# Tang Jitian
Tang Jitian (chinesisch 唐吉田) wurde im Jahr 1969 in Yanji, der Provinz Jilin im Nordosten Chinas geboren. Er ist Anwalt in der Volksrepublik China. Mit Sitz in Peking ist er eine bekannte Persönlichkeit der Weiquan-Bewegung (Rechtsverteidigung) und hat Opfer illegaler Landbeschlagnahmungen, Falun-Gong-Anhänger, HIV/AIDS-Opfer und andere benachteiligte Gruppen, darunter auch Menschenrechtsanwälte, verteidigt.
Aufgrund der politisch sensiblen Situation der Fälle, die Tang übernommen hatte, stieß er auf Repressalien durch die chinesischen Behörden. Er verteidigte Klienten in verschiedenen Bereichen, unter anderem Religionsfreiheit, Meinungsfreiheit, Versammlungsfreiheit und Menschenrechtsverletzungen. Deshalb wurde ihm im Jahr 2010 seine Anwaltslizenz permanent entzogen. Ungeachtet dessen, fuhr er mit seiner Rechtsverteidigung fort. Tang wurde unter Hausarrest gestellt und mehrfach verhaftet, überwacht, geschlagen und gefoltert. 2011 war Tang Jitian mehrere Wochen lang verschwunden.

## Juristische Karriere und Advokatur
Tang Jitian begann 1988 seine Karriere als Staatsanwalt in der Staatsanwaltschaft Yanbian in Jilin. Er arbeitete einige Jahre als Staatsanwalt, in denen er erkannte, dass Korruption und Ungerechtigkeit das ganze Justizsystem Chinas durchdrungen hatten. Letztendlich gab er 2004 eine vielversprechende Karriere auf und wurde Rechtsanwalt, um leidenden und ungerecht behandelnden Menschen zu helfen. In einer Aufzeichnung für den Fernsehsender New Tang Dynasty Television erklärte Tang was ihn veranlasst hatte seine Stellung aufzugeben und Menschenrechtsanwalt zu werden: „Ich glaube, wenn ich anderen helfe, ihre Rechte zu verteidigen, dann verteidige ich eigentlich meine eigenen Rechte.“ Tang ist ein Anwalt, der an professionelle Ethik, Ehrlichkeit und das Gesetz glaubt. Er ist der Auffassung, dass es wichtig ist, anderen zu helfen und seine Umwelt nicht zu ignorieren.
Tang Jitian begann im Jahr 2005 seine juristische Karriere als Rechtsanwalt in der Provinz Guangdong und zog später nach Peking, um dort mit der Kanzlei-Anhui zusammenzuarbeiten. In  dieser übernahm er einige Fälle von Menschenrechtsverletzungen, unter anderem vertrat Tang Menschen, die zu Umerziehung-durch-Arbeitslager verurteilt worden waren, weil sie Petitionen eingereicht hatten. Tang vertrat aber auch Opfer von Zwangsräumungen und Landenteignungen; Eltern, deren Kinder Opfer durch die mit Melamin vergiftete Milch krank wurden; religiöse Minderheiten, Falun-Gong-Praktizierende und andere. Tang gehört zu den Unterzeichnern der Charta 08. Doch seit er anfing Falun-Gong-Praktizierende zu verteidigen, die rechtswidrig verhaftet und eingesperrt worden waren, wurde er selbst schwer von den chinesischen Behörden verfolgt und misshandelt.

## Vorgeschichte
Im März 2014 wurde Tang Jitian zusammen mit drei weiteren Anwälten festgenommen und inhaftiert, weil sie einen Bericht über eine Person untersuchen wollten, die in einem sogenannten „schwarzen Gefängnis“ eingesperrt worden war. Tangs Kollegen waren Zhang Junjie, Jiang Tianyong und Wang Chen. Berichten zufolge waren diese vier Anwälte zu einer 15 Tage langen Administrativhaft eingesperrt worden, während der sie misshandelt wurden. Front Line Defenders berichtete, dass am gleichen Tag ihrer Verhaftung chinesische Beamte auf einer Tagung des UN-Menschenrechtsrats in Genf erklärten, dass die chinesische Regierung keine außergerichtlichen Inhaftierungen ausübe.
Mehrere Menschenrechtsverteidiger und Anwälte reisten nach Jiansanjiang, um ihre Unterstützung für die inhaftierten Anwälte zu bekunden, wurden jedoch selbst festgenommen und von Polizisten verhört, bevor sie wieder freikamen. Weitere Menschen versammelten sich vor der Verwaltungsanstalt in Qixing und hielten eine Mahnwache für die eingesperrten Anwälte.
Es wurde berichtet, dass die vier Menschenrechtsverteidiger politisch sensible Fälle übernommen hatten und in den vergangenen Jahren äußerst aktiv bei der Verteidigung der Rechte anderer waren. Als Ergebnis ihrer Arbeit wurden sie Schikanen, Inhaftierungen und Schlägen ausgesetzt, mit Gewalt fortgebracht und verschwanden. Berichten nach sind Tang Jitian und Jiang Tianyong eingesperrt worden, weil sie „mit einer Kultorganisation die Gesellschaft in Gefahr gebracht“ hätten. Die Menschen, die rechtswidrig in den schwarzen Gefängnissen inhaftiert wurden, sind Falun-Gong-Praktizierende, die seit der Verfolgung von Falun Gong im Jahre 1999 von der chinesischen Regierung als Anhänger einer häretischen Lehre bezeichnet werden. Solch ein Urteil kann nach alleinigem Ermessen der chinesischen Polizei und ohne gerichtliche Überprüfung gefällt und ausgeführt werden.
Einige Berichterstatter erwähnten, dass sie sich, aufgrund der in der Vergangenheit begangenen Misshandlungen gegen Menschenrechtsverteidiger in China, um diese Anwälte Sorgen machen. Tang ist nur einer von vielen dieser Menschenrechtsanwälte, der nach seiner Freilassung gegenüber Amnesty International erzählte: „Ich wurde an einen eisernen Stuhl gefesselt, mir wurde ins Gesicht geschlagen, gegen die Beine getreten und mit einer vollen Plastikflasche so stark gegen den Hinterkopf geschlagen, dass ich das Bewusstsein verlor.“

## Medienberichte nach Freilassung
Die Epoch Times veröffentlichte im Oktober 2013 einen Bericht, der erwähnte, dass Tang sich für die Freilassung einer Falun-Gong-Praktizierenden eingesetzt hatte und deshalb selbst in „Administrativhaft“ kam. Tang war zusammen mit dem Ehemann der Praktizierenden in ein sogenanntes Umerziehungslager gefahren, wo die beiden sich für ihre Freilassung einsetzen wollten. Nachdem die beiden im Büro 610 der Stadt Jixi der Provinz Heilongjiang ankamen, sprach Tang mit einem Beamten. Nach längerer Diskussion wurde er schließlich mit der Begründung verhaftet, er habe „die Büroordnung gestört“. Tage später reisten einige seiner Kollegen und Aktivisten zu seiner Unterstützung nach Peking und baten um seine Freilassung. Einer der Anwälte erzählte, dass der Polizeichef sie nur ausgelacht habe und gemeint habe: „Schaut, wie viele von euch Anwälten hier sind! Wir wollen doch wissen, wie viele Anwälte aus dem ganzen Land noch vorbeikommen wollen.“ Außerdem soll die Stadtpolizei vom Ausschuss für Politik und Recht in Peking den Befehl erhalten haben, Tang nicht freizulassen, da dieser kein „ordentlicher Jurist“ sei und keine Falun-Gong-Praktizierenden verteidigen dürfe.
Am 27. März 2014 wurde Tang Jitian zusammen mit drei weiteren Anwälten aus der Verwaltungshaftanstalt Jiansanjiang in Qixing, Provinz Heilongjiang, freigelassen. The Guardian berichtete im April 2014, dass Tang Jitian sich daran erinnerte in ein Zimmer gebracht worden zu sein. Sein Kopf war mit einer schwarzen Kapuze bedeckt und er hörte ein Geräusch, das sich wie das Ziehen an einem Seil anhörte. Man hatte seine Hände hinter seinem Rücken in Handschellen gelegt, die mit einem Ruck nach oben gezogen wurden, sodass sein Körper in der Luft baumelte. „Ich wurde mit meinem Kopf nach unten gezogen, Füße vom Boden weggezogen und hing mit dem Hintern in der Luft“, erzählte Tang. „Fünf oder sechs Leute haben mich geschlagen und getreten, alles, was ich hörte, war ständiges dumpfes Schlagen.“
Amnesty International berichtete im November 2015, dass Misshandlungen und Folter in China per Gesetz verboten seien, doch hindere dies weder Polizisten noch die Behörden Chinas, Menschen so lange zu foltern, bis diese ein Geständnis ablegen.
Wie der neue Bericht „No End in Sight: Torture and Forced Confessions in China“ von Amnesty International belegt, werden auch Anwälte Opfer von Misshandlungen und Folter. „Das chinesische Rechtssystem verlässt sich zu einem großen Teil auf Geständnisse, die durch Misshandlungen und Folter erzwungen werden“, sagt Verena Harpe, China-Expertin bei Amnesty International in Deutschland, „der neue Amnesty-Bericht beweist: Gerade Anwälte, die sich für Opfer staatlicher Gewalt einsetzen, werden bedroht, belästigt – und selbst gefoltert. So sollen sie davon abgeschreckt werden, Fälle von Menschenrechtsaktivisten und Angehörigen unterdrückter Minderheiten zu übernehmen.“